# Moixent (ort)
Mogente är en ort i Spanien.   Den ligger i provinsen Província de València och regionen Valencia, i den östra delen av landet, 300 km sydost om huvudstaden Madrid. Mogente ligger 333 meter över havet och antalet invånare är 4 514.
Terrängen runt Mogente är huvudsakligen kuperad. Mogente ligger nere i en dal. Runt Mogente är det ganska glesbefolkat, med 38 invånare per kvadratkilometer. Närmaste större samhälle är Ontinyent, 13,9 km öster om Mogente. Omgivningarna runt Mogente är i huvudsak ett öppet busklandskap.